# 네임쉽
네임쉽(영어: name ship)은 동일한 일반 설계에 따라 제조된 시리즈 또는 클래스의 첫 번째 선박이다. 리드십(영어: lead ship), 클래스 리더(영어: class leader)라고도 한다. 이 용어는 군함 및 크기가 큰 민간 선박에도 적용된다.
대형 선박은 내부 구조가 복잡하며 건조하는 데 5~10년 정도 걸릴 수 있다. 배를 만들 때 사용할 수 있는 모든 변경 사항이나 발전 사항이 포함될 가능성이 높기 때문에 동일한 선박 2대가 있는 경우는 드물다. 한 척의 배를 건조하는 과정에서 더 나은 작업 방법을 발견할 수도 있고, 심한 경우 오류가 발견될 수도 있다.
두 번째 선박은 종종 첫 번째 선박이 건조, 진수 및 테스트되기 전에 건조를 시작한다. 그럼에도 불구하고 두 번째 것을 만드는 것은 프로토타입을 만드는 것보다 더 효율적이고 비용도 낮출 수 있으며, 일반적으로 네입십 이후에 건조되는 선박들은 앞선 것보다 개선되는 경우가 많다. 개선 사항은 때때로 네입십에 적용되기도 한다. 때로는 후속 선박이 완성되기 전에 성능 테스트를 위해 네임십을 진수하고 진수하고 시험운용하여 네임십을 템플릿과 프로토타입의 조합으로 만든다.

## 명명
선박의 등급은 일반적으로 두 가지 방법 중 하나로 명명된다. 네임십의 이름이 USS 펜실페이니아인 펜실베이니아급 전함과 같이 네임십의 이름을 반영하거나, HMS Mohawk와 같이 세계의 부족 이름을 딴 영국 왕립해군의 Tribal급 호위함처럼 클래스의 선박 이름을 명명하는 테마를 정하기도 한다. 다른 함대에 대해 함선 등급이 생성되는 경우 첫 번째 활동 함선이 해당 함대의 네임십이 된다. 예를 들어 Oliver Hazard Perry급 호위함은 오스트레일리아 왕립해군에서 Adelaide급으로 알려져 있다. Sun급 크루즈선인 Sun Princess와 같이 크기가 큰 민간 선박도 때대로 이러한 명명규칙을 따른다.